# Sagy (Saona y Loira)
 Sagy  es una población y comuna francesa, en la región de Borgoña, departamento de Saona y Loira, en el distrito de Louhans y cantón de Beaurepaire-en-Bresse.

## Demografía
| 1446 | 1299 | 1172 | 1156 | 1155 | 1109 |
| Para los censos de 1962 a 1999 la población legal corresponde a la población sin duplicidades (Fuente: INSEE [Consultar]) |      |      |      |      |      |